# Kembangringgit
Kembangringgit is een bestuurslaag in het regentschap Mojokerto van de provincie Oost-Java, Indonesië. Kembangringgit telt 4626 inwoners (volkstelling 2010).